# Katherine Chillambo
Katherine Chillambo (* 23. Januar 2000) ist eine ecuadorianische Leichtathletin, die sich auf den Sprint spezialisiert hat.

## Sportliche Laufbahn
Erste internationale Erfahrungen sammelte Katherine Chillambo im Jahr 2016, als sie bei den U20-Weltmeisterschaften in Bydgoszcz in 45,72 s den achten Platz mit der ecuadorianischen 4-mal-100-Meter-Staffel belegte. Anschließend gewann sie bei den U23-Südamerikameisterschaften in Lima in 12,01 s die Silbermedaille im 100-Meter-Lauf hinter der Kolumbianerin Evelin Rivera und in der Staffel siegte sie in 45,13 s. Anschließend belegte sie bei den U18-Südamerikameisterschaften in Concordia in 12,13 s den sechsten Platz über 100 Meter. Im Jahr darauf belegte sie bei den U20-Südamerikameisterschaften in Leonora in 12,11 s den siebten Platz über 100 Meter und konnte ihr Rennen im 200-Meter-Lauf nicht beenden. Sie siegte aber in 46,47 s in der 4-mal-100-Meter-Staffel. Anschließend schied sie bei den U18-Weltmeisterschaften in Nairobi mit 12,38 s in der ersten Runde über 100 Meter aus und belegte dann bei den U20-Panamerikameisterschaften in Trujillo in 45,64 s den vierten Platz im Staffelbewerb. 2018 siegte sie in 44,18 s erneut mit der Staffel bei den U23-Südamerikameisterschaften in Cuenca. Im Jahr darauf belegte sie in 45,72 s den vierten Platz mit der Staffel bei den Südamerikameisterschaften in Lima und anschließend wurde sie bei den U20-Südamerikameisterschaften in Cali in 11,99 s Vierte über 100 Meter und gewann in 46,86 s die Bronzemedaille in der 4-mal-100-Meter-Staffel. 2021 gewann sie dann bei den Südamerikameisterschaften im heimischen Guayaquil in 45,66 s gemeinsam mit Ginger Quintero, Nicole Caicedo und Marizol Landázuri die Bronzemedaille hinter den Teams aus Brasilien und Kolumbien. Mitte Oktober gewann sie bei den U23-Südamerikameisterschaften ebendort in 45,90 s die Silbermedaille im Staffelbewerb hinter dem brasilianischen Team.

## Persönliche Bestzeiten
- 100 Meter: 11,93 s (−1,3 m/s), 18. August 2018 in Quito
- 200 Meter: 24,02 s (+1,5 m/s), 5. Juni 2016 in Quito